# إستروجين مهبلي
الاستروجين المهبلي أو المُودِق المَهْبِليّ هو شكل من أشكال هرمون الاستروجين الذي يتم إعطاءه عن طريق إدارة المهبل. يُعطى هرمون الاستروجين مهبليًا وبالتالي تظهر آثاره بشكل رئيسي في الأنسجة القريبة، مع بعض الآثار الجهازية الأكثر محدودية مقارنةً بهرمون الاستروجين المُعطى عن طريق الفم. لن يحمي هذا المرأة من هشاشة العظام ولن يخفف من نوبات التورد الساخنة والاختلال الهرموني الناجم عن انقطاع الطمث.

## دواعي الاستخدام
عادةً ما ستخدم هرمون الاستروجين المُعطى مهبليًا لعلاج بعض أعراض انقطاع الطمث التي يتم عزوها إلى المهبل والفرج والإحليل.
- التهاب المهبل الضموري، مع أعراض مثل جفاف وآلام المهبل وعسر الجماع (ألم أثناء الجماع)[2]
- الحكة، والاحمرار، أووجع الفرج[2]
- الإلحاح البولي (الشعور بالرغبة في التبول أكثر من اللازم)، أو عسر التبول (تعاني من الألم أثناء التبول)

## الأشكال
- أقراص المهبل، بما في ذلك فاجيفيم الذي يحتوي على الإستراديول[5]
- كريم مهبلي، بما في ذلك بريمارين وهو كريم مركب[6] يتكون أساسا من هرمون الاستروجين المعزولة من بول الفرس. كريم مهبلي آخر هو أوفيستيرين، والذي يحتوي على إستريول.
- حلقات مهبلية (مثل أوسترينغ)، وهي أجهزة توصيل دواء بوليمرية مصممة للسيطرة عن توصيل الدواء إلى المهبل على مدى فترات طويلة من الزمن.

## الآثار الجانبية
معظم مركبات هرمون الاستروجين المهبلية تكون اصطناعية وبالتالي تسبب الآثار الجانبية التالية
الآثار الجانبية الخطيرة:
- ألم في الصدر أو الشعور الثقيل، وآلام تنتشر إلى الذراع أو الكتف، والغثيان، والتعرق، شعور عام بالمرض.
- خدر مفاجئ أو ضعف، وخاصة على جانب واحد من الجسم.
- والصداع الشديد المفاجئ، والارتباك، ومشاكل في الرؤية، والكلام، أو التوازن.
- ألم، تورم، الدفء، أو احمرار في واحد أو كلا الساقين؛
- نزيف مهبلي غير طبيعي.
- صداع نصفي؛
- ألم، تورم، أو ألم في معدتك.
- والارتباك، ومشاكل مع الذاكرة أو التركيز.
- اليرقان (اصفرار الجلد أو العيون).
- تورم اليدين، الكاحلين، أو القدمين.
- التثدي.

قد تشمل الآثار الجانبية الأقل خطورة:
- غثيان خفيف، قيء، انتفاخ، تشنجات في المعدة.
- ألم الثدي، والحنان، أو تورم.
- النمش أو سواد الجلد الوجه.
- زيادة نمو الشعر، وفقدان الشعر فروة الرأس؛
- تغيرات في الوزن أو الشهية؛
- مشاكل مع العدسات اللاصقة؛
- الحكة المهبلية أو التفريغ؛
- تغيرات في فترات الحيض، وانخفاض الدافع الجنسي. أو
- الصداع، والعصبية، والدوخة، والشعور بالتعب.

## موانع الاستعمال
لا ينبغي إعطاء الاستروجين التي تدار عن طريق المهبل لهؤلاء الأشخاص:

### النساء الحوامل
لا ينبغي استخدام هرمون الاستروجين أثناء الحمل لأنه يمكن أن يسبب عيوب خلقية خطيرة.

## الأمهات المرضعات
يمر هرمون الاستروجين في حليب الثدي وسيؤدي إلى انخفاض في إنتاج وجودة حليب الأم.

## البدائل
للتخفيف بشكل فعال من أعراض انقطاع الطمث، فمن الأفضل أن يُأخذ هرمون الاستروجين عن طريق الفم بدلًا من هرمون الاستروجين الموضعي لتجديد شباب الجهاز التناسلي بأكمله وليس فقط منطقة العجان.
الفيتوإستروجينز (بالإنجليزية: phytoestrogens) هي مركبات نباتية وجدت في مجموعة واسعة من الأطعمة. وهناك مجموعة من الفوائد الصحية بما في ذلك انخفاض خطر الإصابة بهشاشة العظام، وأمراض القلب، وسرطان الثدي، وأعراض انقطاع الطمث. [10] وقد وجد أن نباتات مثل كاسيب تحتوي على إستروجين نباتي عالي الجودة يمكن أن يخفف من أعراض انقطاع الطمث.